# سیارک ۳۲۳۰
سیارک ۳۲۳۰ (به انگلیسی: 3230 Vampilov، نامگذاری:1972LE) سه هزار و دویست و سیمین سیارک کشف شده‌است که در ۸ ژوئن ۱۹۷۲ کشف شد.
قدر مطلق سیارک برابر ۱۲٫۲۰ است.